# Quy luật năm giây

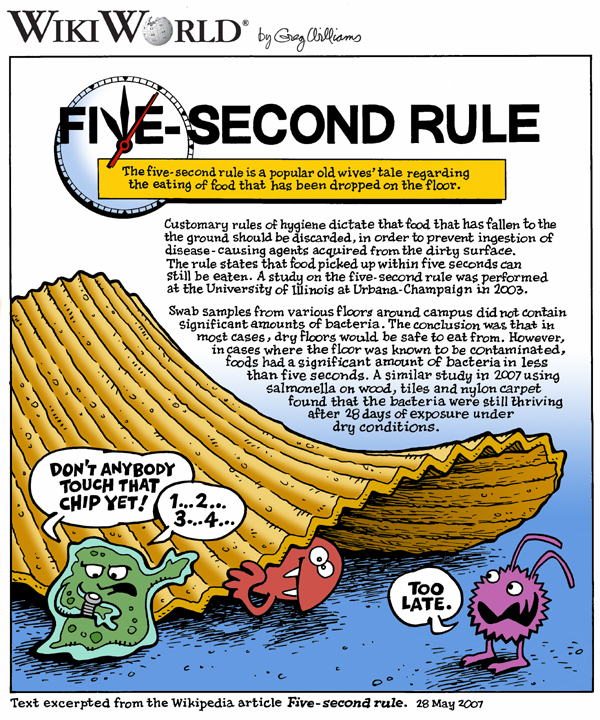
Quy luật năm giây

Quy luật năm giây là một cách gọi "lịch sự hài hước" liên quan đến việc ăn thức ăn bị rơi xuống đất. Nguồn gốc của quy luật này hiện chưa được xác định. Căn bản của quy luật này đó là nếu thức ăn bị rớt xuống đất, bạn vẫn có thể ăn nó một cách an toàn miễn là nhặt nó lên trong vòng 5 giây.
Quy luật này có nhiều biến thể. Đôi khi thời hạn được điều chỉnh khiến cho nó có nhiều tên khác như "quy luật ba giây", "quy luật bảy giây", "quy luật năm phút", v.v. Trong một vài cách biến thể, người nhặt thức ăn lên thích kéo dài tùy theo thời gian dùng để người đó nhặt nó lên.

## Nghiên cứu
Một cuộc nghiên cứu vào năm 2007 sử dụng vi khuẩn salmonella sống trên gỗ, đá lát, và thảm nhựa đã nhận thấy rằng vi khuẩn vẫn phát triển sau 28 ngày trong điều kiện khô ráo. Được kiểm tra sau tám tiếng phơi, vi khuẩn vẫn có thể làm hư bánh mì và xúc xích trong thời gian dưới năm giây, nhưng sự tiếp xúc kéo dài một phút sẽ tăng sự nhiễm khuẩn gấp mười lần (chỉ với bề mặt đá lát và thảm).
Quy luật năm giây cũng được nói đến trong một mục của chương trình MythBusters của Discovery Channel. Họ đã khám phá ra rằng thời gian không phải là yếu tố quyết định khi thức ăn tiếp xúc với vi khuẩn; chỉ cần tiếp xúc hai giây là quá đủ thời gian để làm chúng nhiễm khuẩn.